# Flagellaria indica
Flagellaria indica är en gräsväxtart som beskrevs av Carl von Linné. Flagellaria indica ingår i släktet Flagellaria och familjen Flagellariaceae. Inga underarter finns listade i Catalogue of Life.

## Bildgalleri

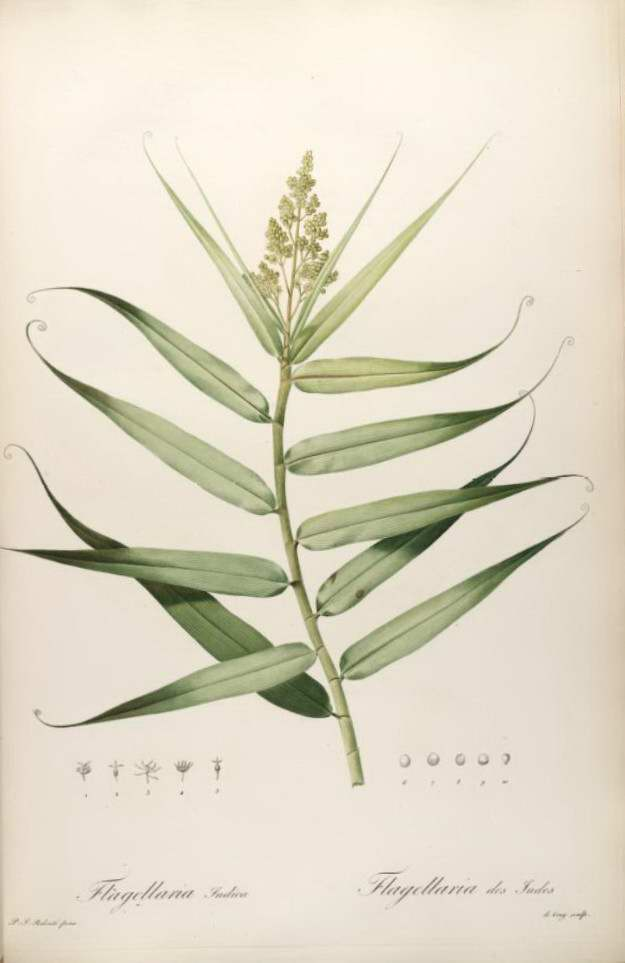
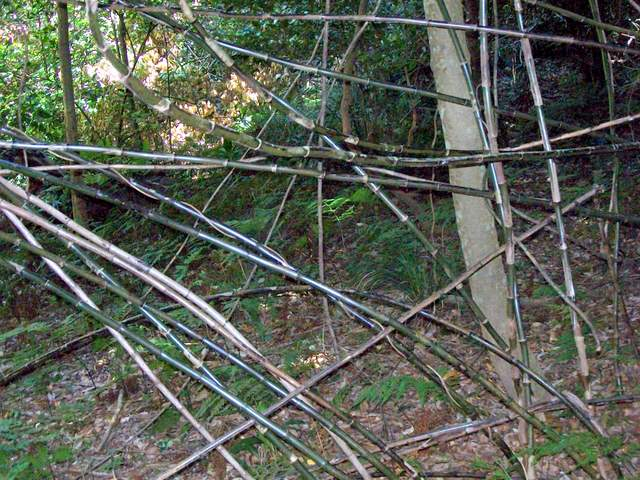
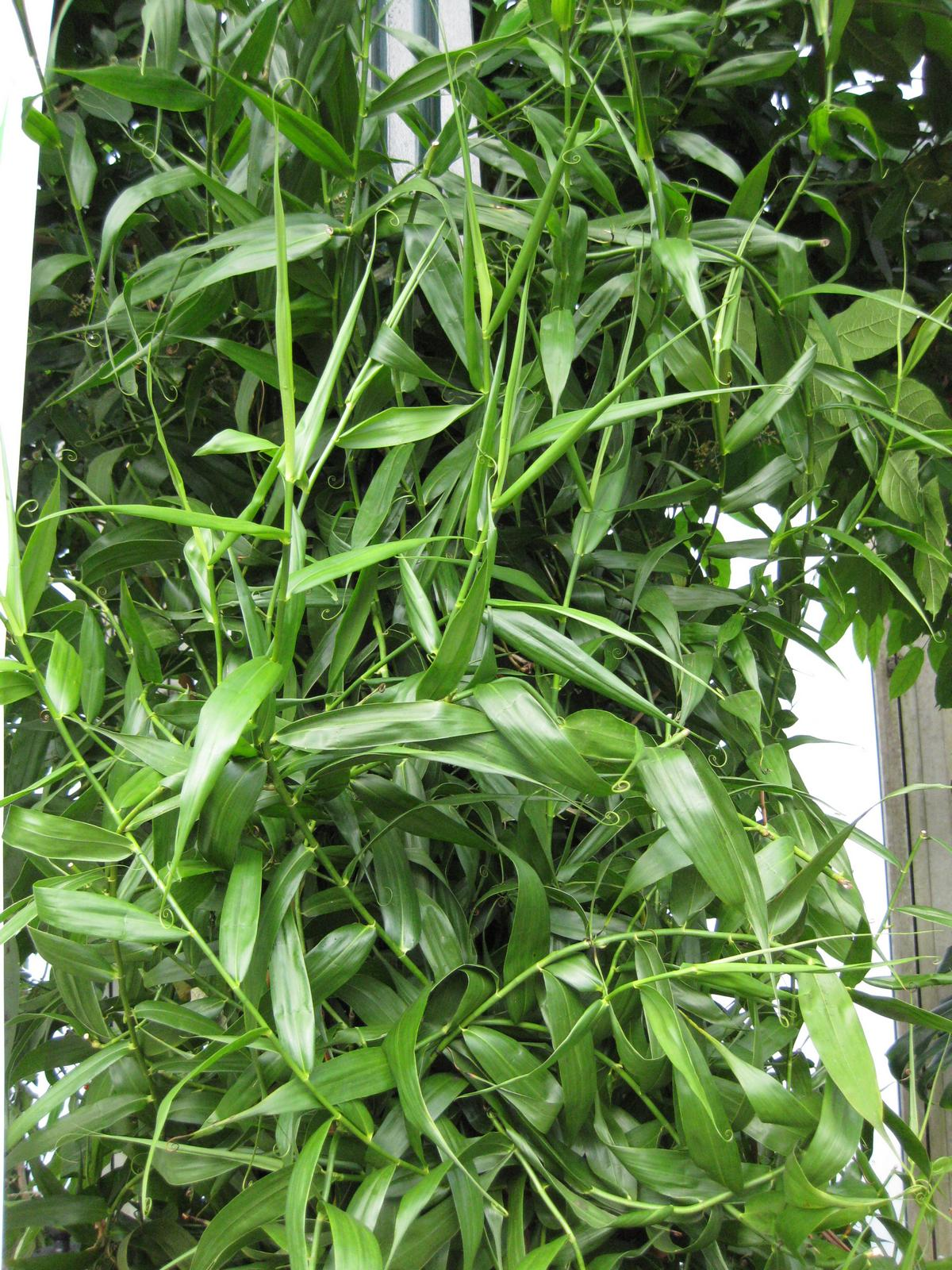
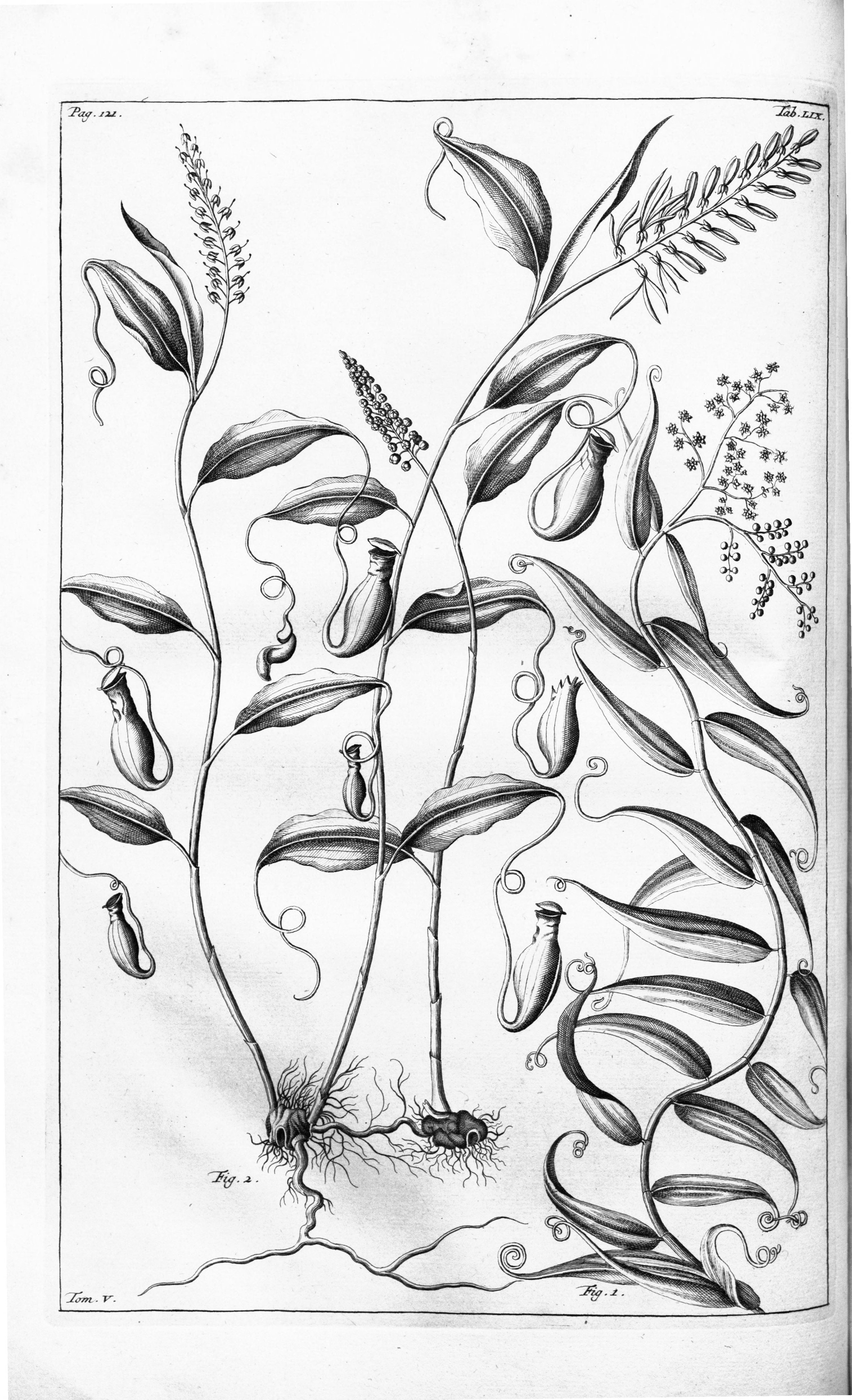
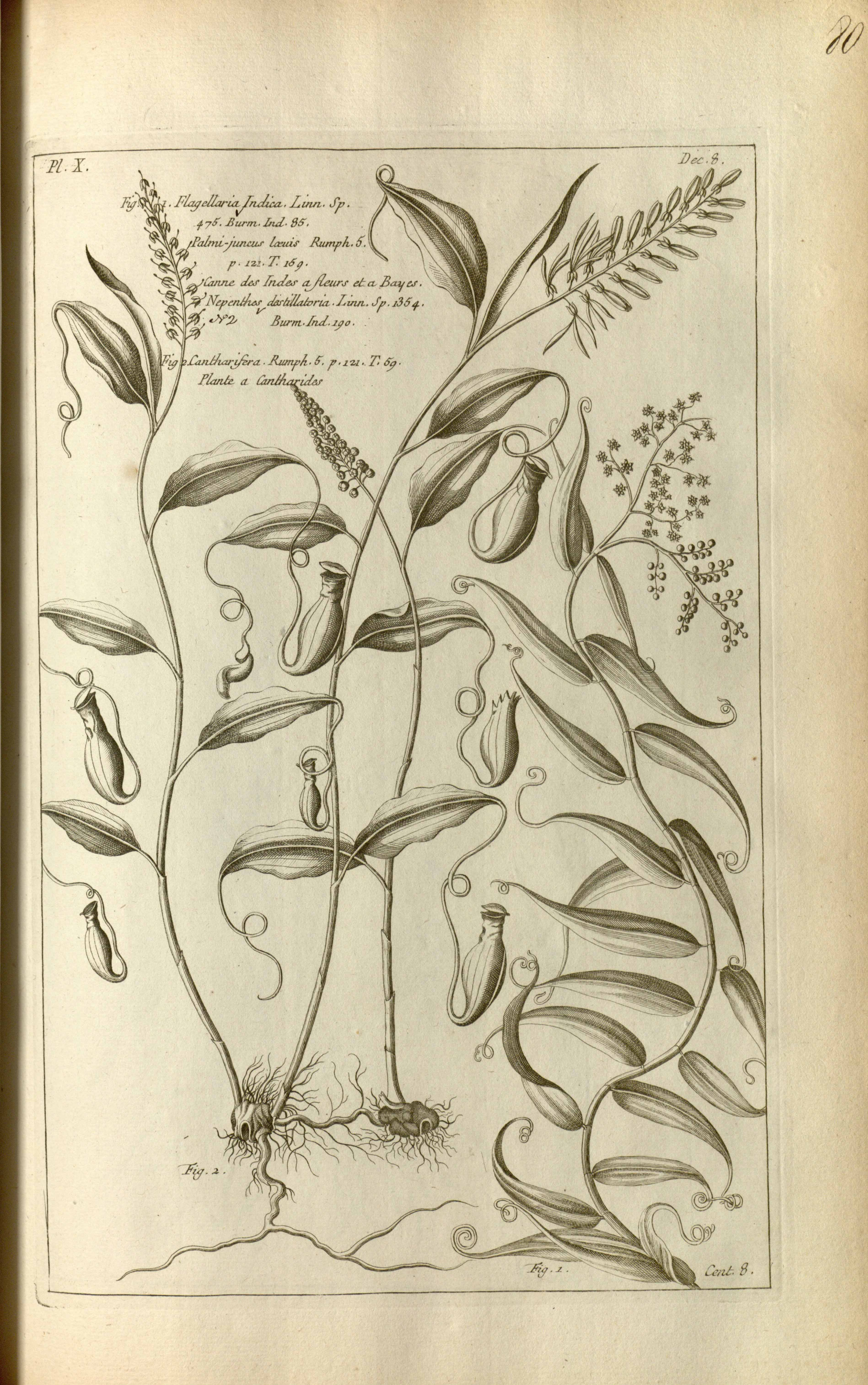